# Mobile-ITX
Mobile-ITX — найменший (станом на 2009 рік) із існуючих форм-факторів материнських плат для x86-сумісних процесорів, який був представлений компанією VIA Technologies в грудні 2009 року. Розмір материнської плати — 60×60 мм, при цьому вона не містить портів вводу/виводу. Для підключення зовнішніх пристроїв та живлення необхідно використовувати дочірню плату, підімкнення до якої відбувається за допомогою 2-х 120-контактних роз'ємів, які розміщені на тильній стороні базового модуля. Розробка призначена для вбудованих систем в області медицини, промисловості, транспортних та військових сферах. Перші комерційні поставки продукції компанія VIA планує почати в першому кварталі 2010 року.

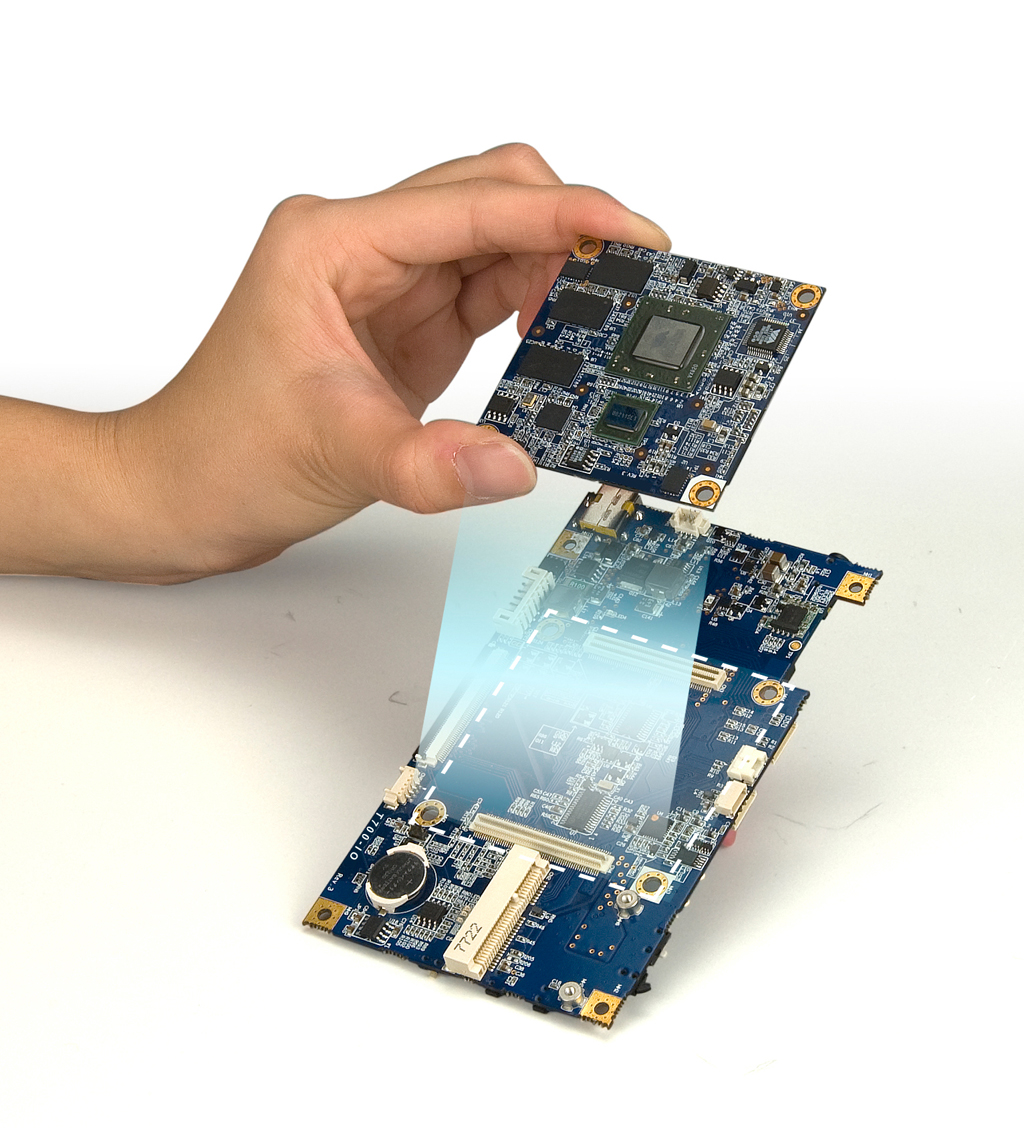
Основний модуль Mobile-ITX із процесором та дочірня плата із інтерфейсними роз'ємами

## Історія
Форм-фактор Mobile-ITX бул вперше анонсованим компанією VIA Technologies на виставці Computex в червні 2007 року. Спочатку пропонувалося, що розмір материнської плати складатиме 75×45 мм і вона буде оснащена повним набором інтерфейсних роз'ємів. Розробка призначалася для ультрамобільних комп'ютерних систем, таких як смартфони та UMPC.
Інженерний зразок материнської плати був оснащений x86-сумісним процесором VIA C7-M 1 ГГц на основі модифікованої версії чипсету VIA CX700 (CX700S), із оперативною пам'яттю об'ємом 256 або 512 Мб DDR2, повним набором комунікаційних роз'ємів, а також інтерфейсом для комунікаційних чипів стандарту 3G/CDMA; живлення підключається через DC-DC електричний конвертер.
На представленому інженерному зразку UMPC показується запущена Windows XP Embedded